# Busk (Ucrania)
Busk (ucraniano: Буськ, polaco: Busk) es una ciudad de Ucrania, perteneciente al raión de Zólochiv de la óblast de Leópolis.
En 2017, la localidad tenía 8554 habitantes. Desde la reforma territorial de 2020 es sede de un municipio con una población total de unos treinta mil habitantes, que incluye como pedanías al asentamiento de tipo urbano de Olesko y 66 pueblos.
Se conoce la existencia de la localidad desde finales del siglo XI, cuando se menciona en la Crónica de Néstor como una localidad fortificada. En 1411, Siemowit IV le concedió el Derecho de Magdeburgo. Históricamente la mayor parte de la población estaba formada por polacos y judíos, con sinagoga desde 1502, pero en 1943 más de mil quinientos judíos fueron asesinados por los invasores alemanes durante la Segunda Guerra Mundial y en los años posteriores fue reconstruida la localidad como un asentamiento ucraniano. Hasta 2020 era la capital del raión de Busk.
Se ubica unos 40 km al este de Leópolis, sobre la carretera E40 que lleva a Rivne.